# Lutherkirche (Chemnitz-Harthau)

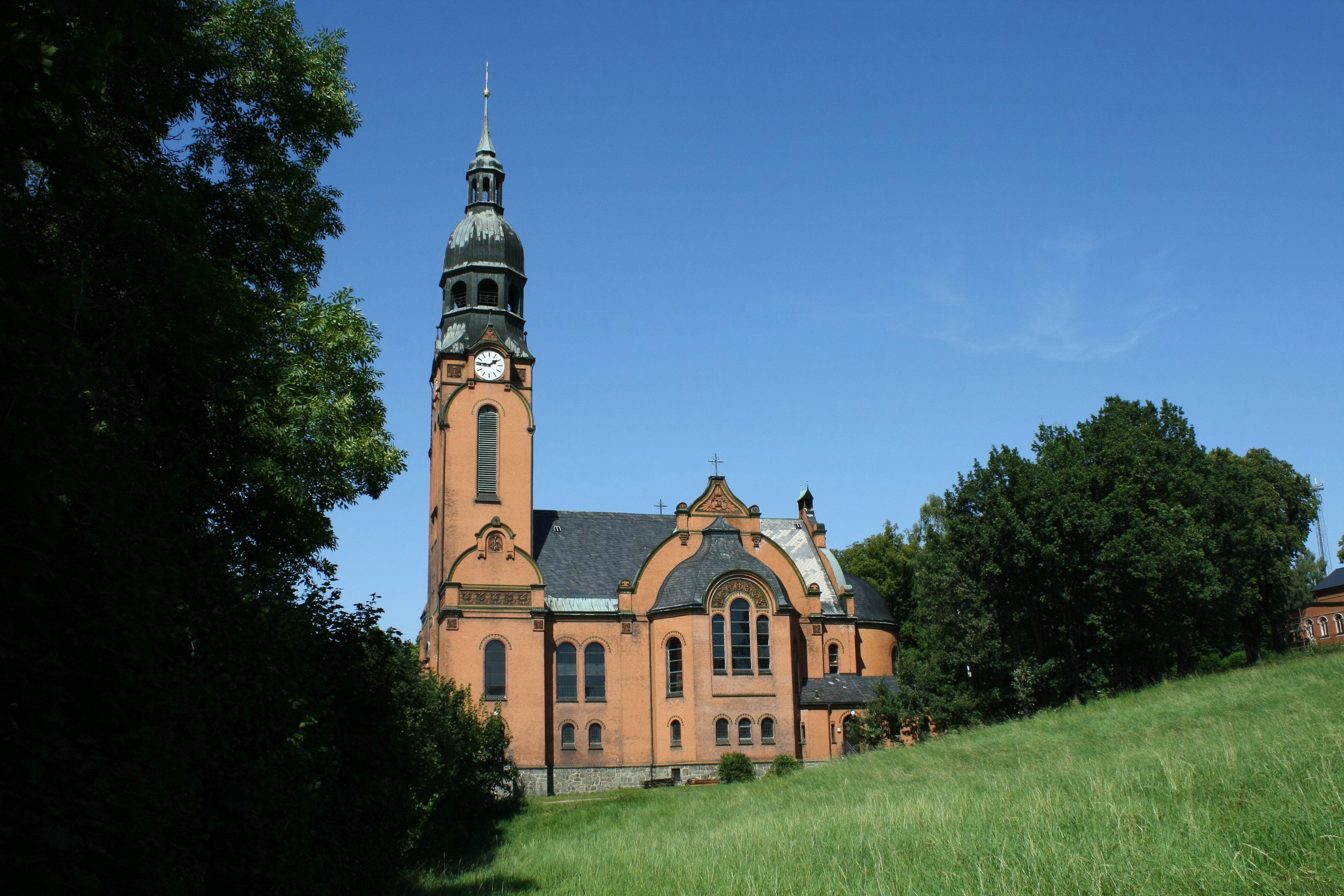
Die Kirche und ihr Turm beherrschen die Umgebung

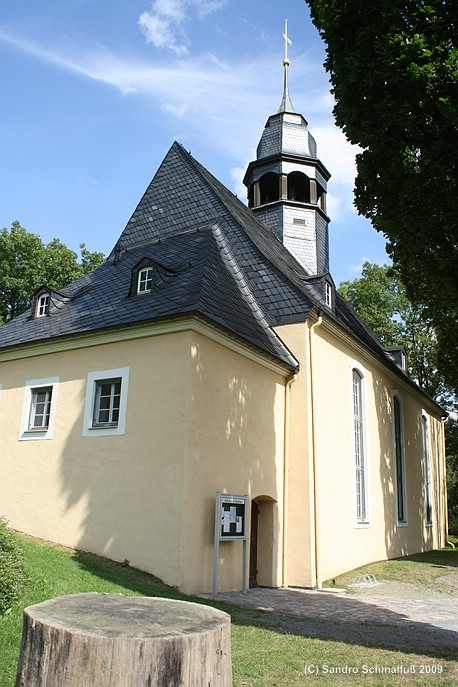
„Alte Kirche“

Die Lutherkirche der Kirchgemeinde Altchemnitz-Harthau in der Annaberger Straße 469 ist von 1906 bis 1908 im Stadtviertel Harthau von Chemnitz erbaut worden, da die Alte Kirche von Harthau zu klein geworden war. Trotz der nur leichten Beschädigungen im Zweiten Weltkrieg musste die Kirche in den 1980er Jahren grundlegend restauriert werden. Dieser hochwertige Kirchenbau mit einem die Umgebung beherrschenden Turm stellt mit seiner vollständig erhaltenen Ausstattung und dem gartenkünstlerisch interessant gestalteten Bergfriedhof ein geschütztes Ensemble dar, das als denkmalgeschützte Sachgesamtheit in die Denkmalliste eingetragen ist.

## Geschichte
Seit 1539 gab es in Harthau bereits eine steinerne Kirche für die Orte Harthau, Berbisdorf und Eibenberg. Zuvor gab es schon einen romanischen Vorgängerbau, der 1966 bis 1968 archäologisch nachgewiesen wurde. In den Jahren 1609 und 1765 wurde sie grundlegend umgebaut und steht heute noch als „Alte Harthauer Kirche“ am Berghang hinter dem Pfarrhaus. Sie ist ebenfalls ein geschütztes Kulturdenkmal und mit der Aktennummer 09204823 in der Denkmalliste verzeichnet. Charakterisiert werden sie und das umgebende Ensemble als historisch bedeutsamer Kirchenbau mit ortsbildprägendem Dachreiter, einem Kirchhof mit altem Baumbewuchs und wenigen aufwändig gestalteten Grabmalen sowie einem neu aufgestellten Gedenkstein für die Fabrikantenfamilie Bernhard.
Durch den Bau zweier Spinnereien und weiterer Industriebetriebe im Ort wuchs die Einwohnerzahl von Harthaus Anfang des 20. Jahrhunderts auf 7000 an. Obwohl 1901 Eibenberg und 1905 Berbisdorf eigene Kirchen erhalten hatten, war die alte Kirche für die große Bevölkerungszahl viel zu klein. So wurde 1906 bis 1908 die neue und größere Lutherkirche nach Plänen von Paul Lange errichtet.

## Ausstattung
Diese neue Kirche ist ein hochwertiger Kirchenbau aus Blankziegeln mit einer akzentuierenden Gliederung durch Terrakotta-Reliefs. Der Turm ist weithin sichtbar und beherrscht die Umgebung. Zur Ausstattung, die im Zweiten Weltkrieg bis auf die Fenster vollständig erhalten geblieben ist, kam nur der aus der Magdeborner Kirche stammende Altaraufsatz hinzu.

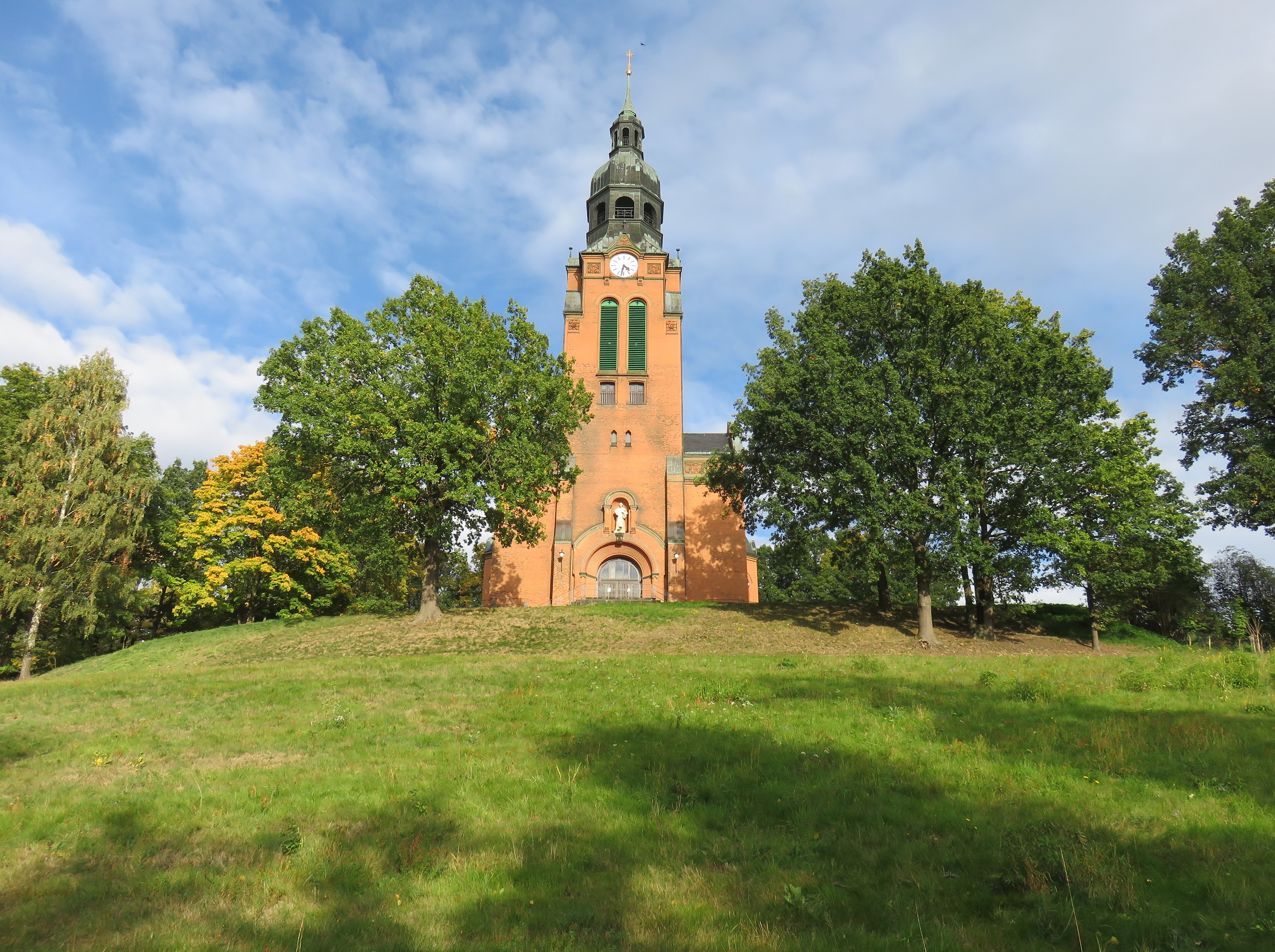
Kirchturm
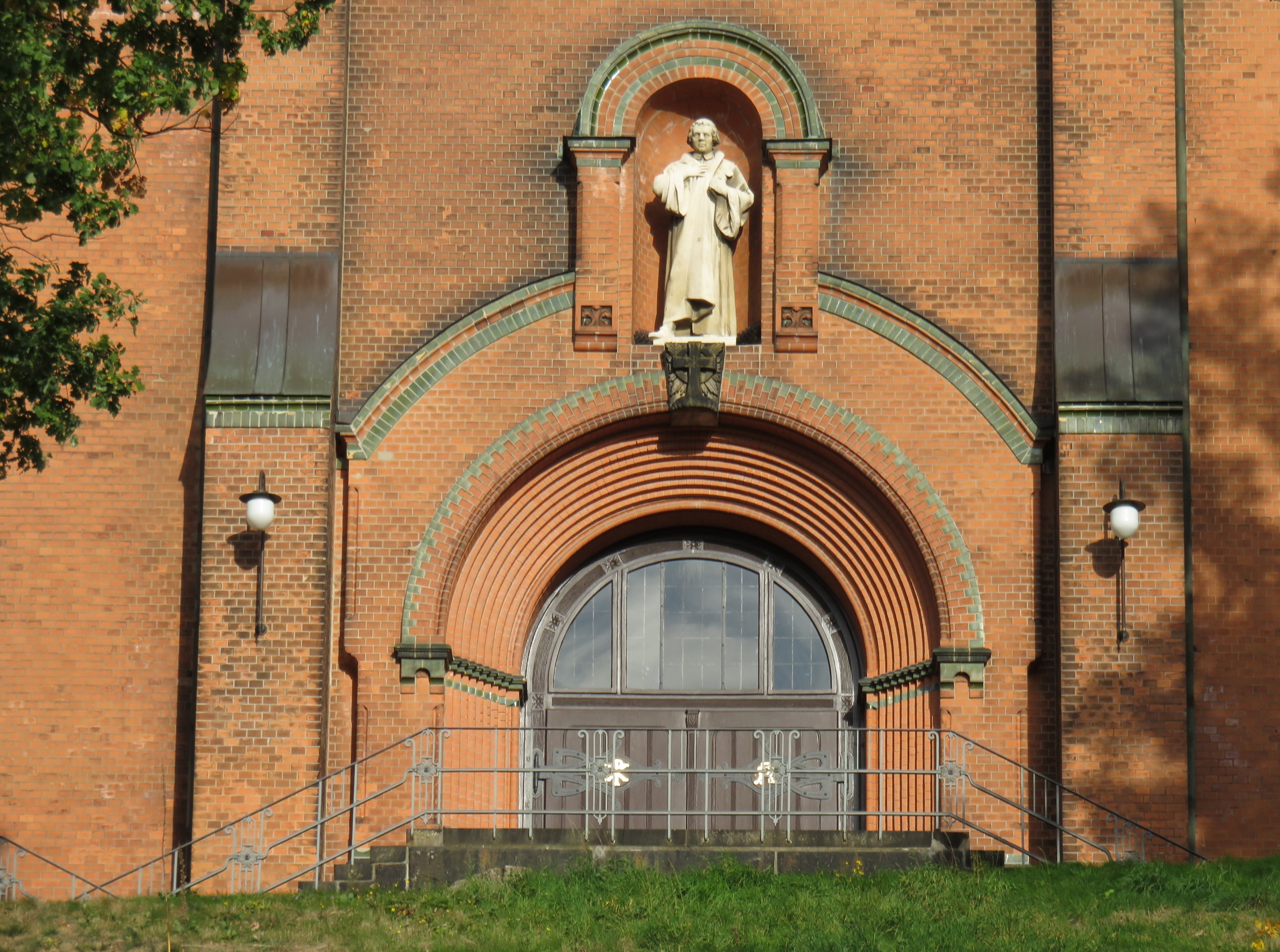
Lutherstatue am Turm
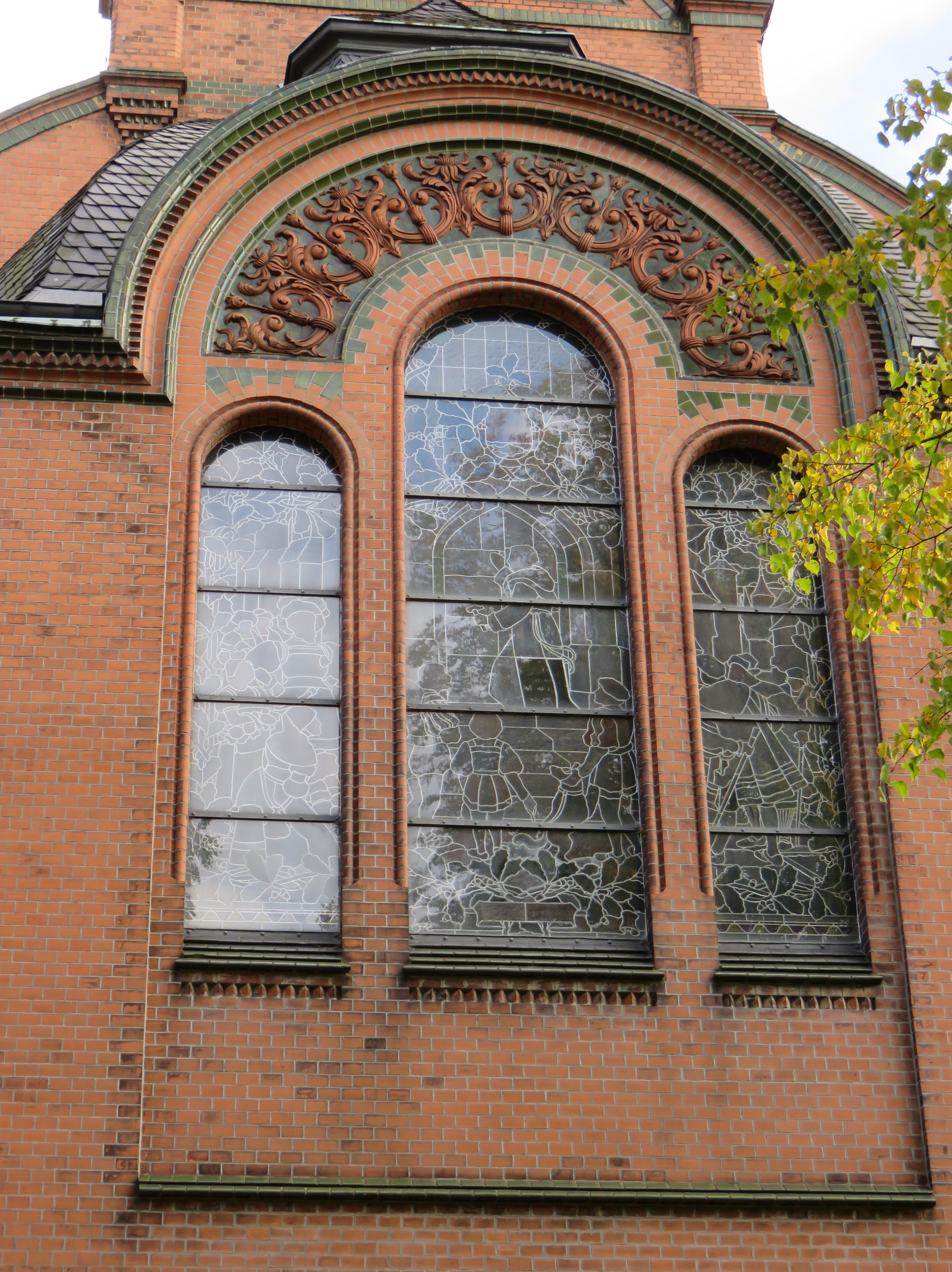
Glasfenster
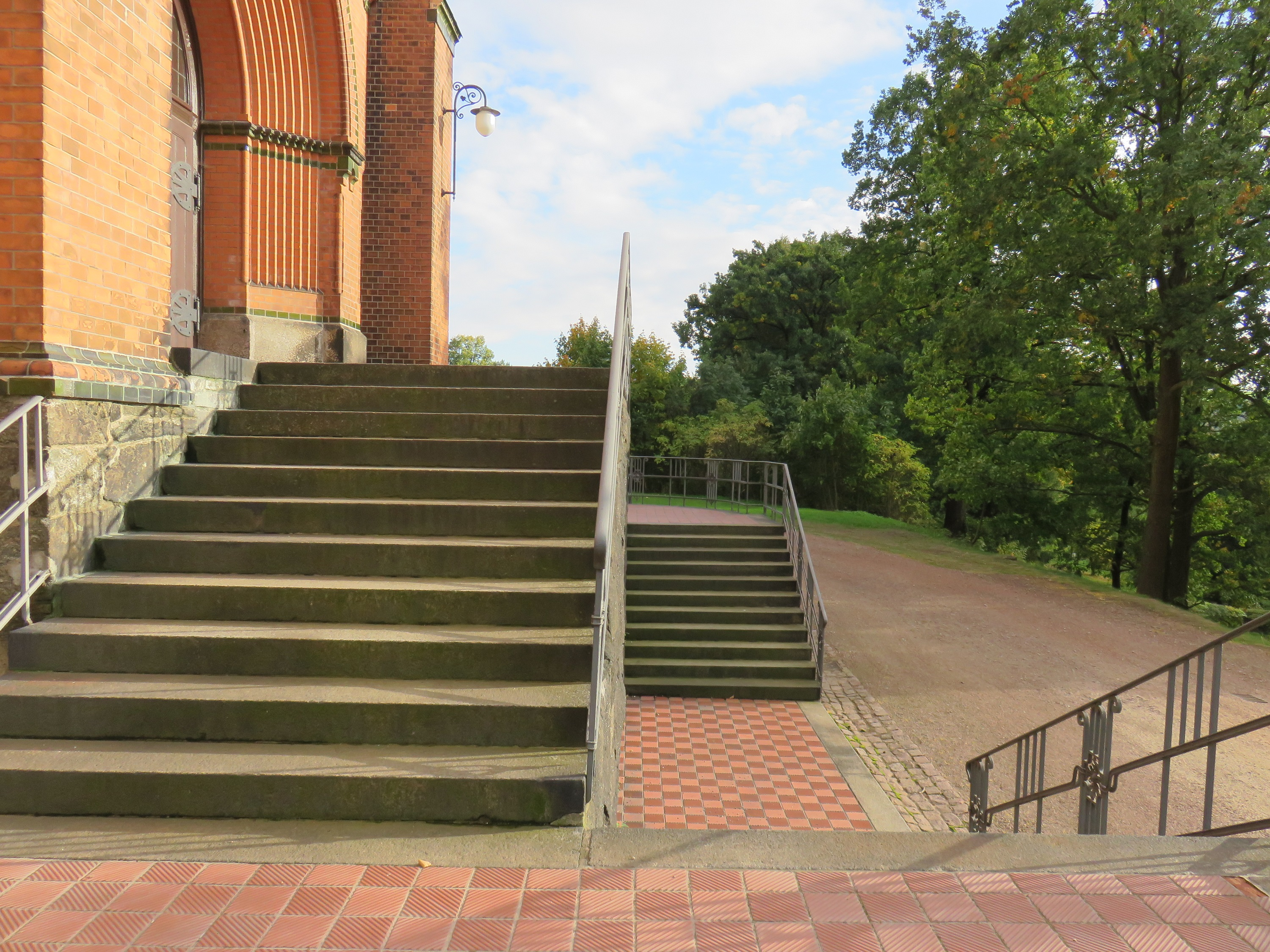
Treppenaufgang zum Portal
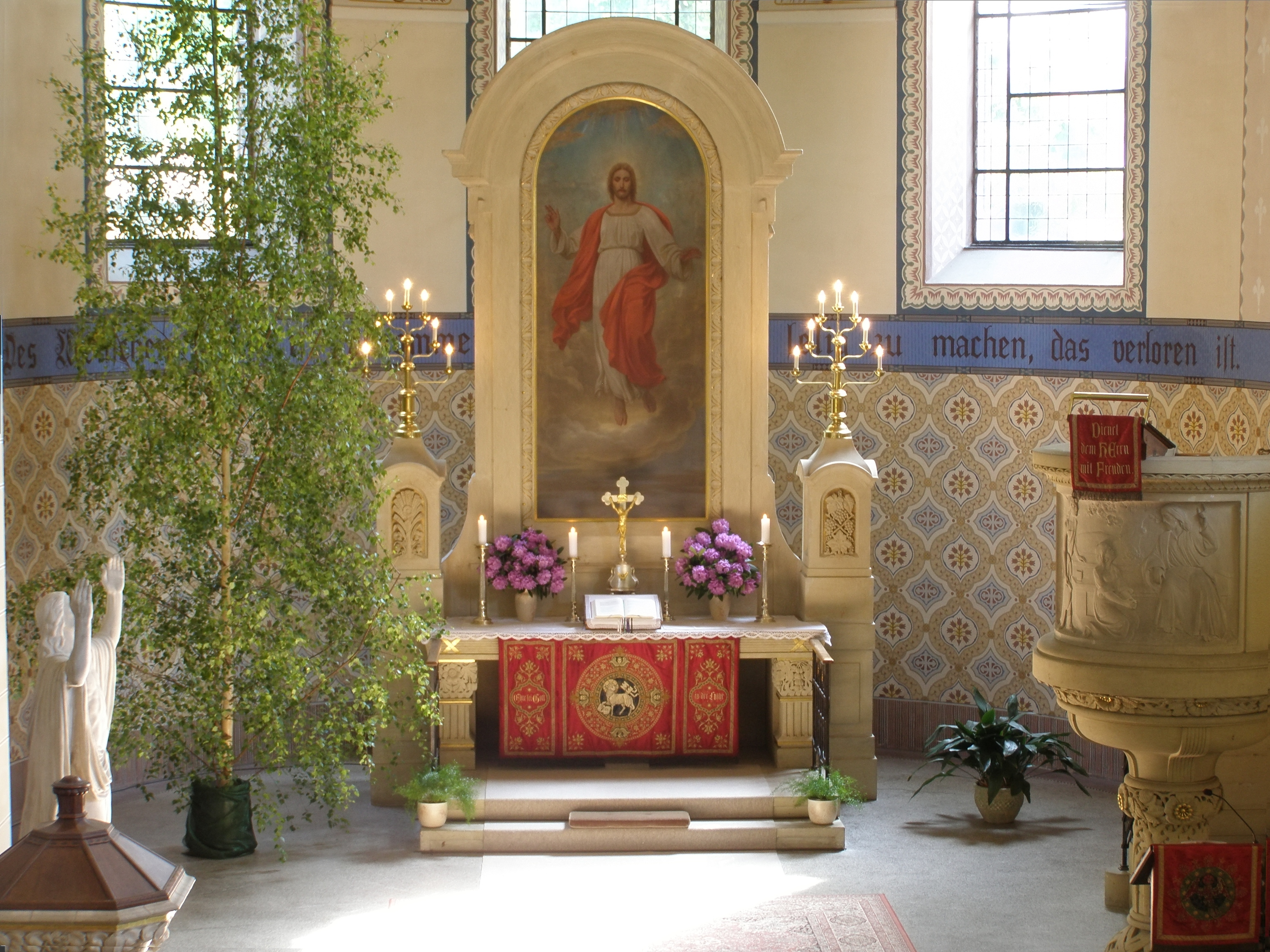
Altarraum mit Kanzel
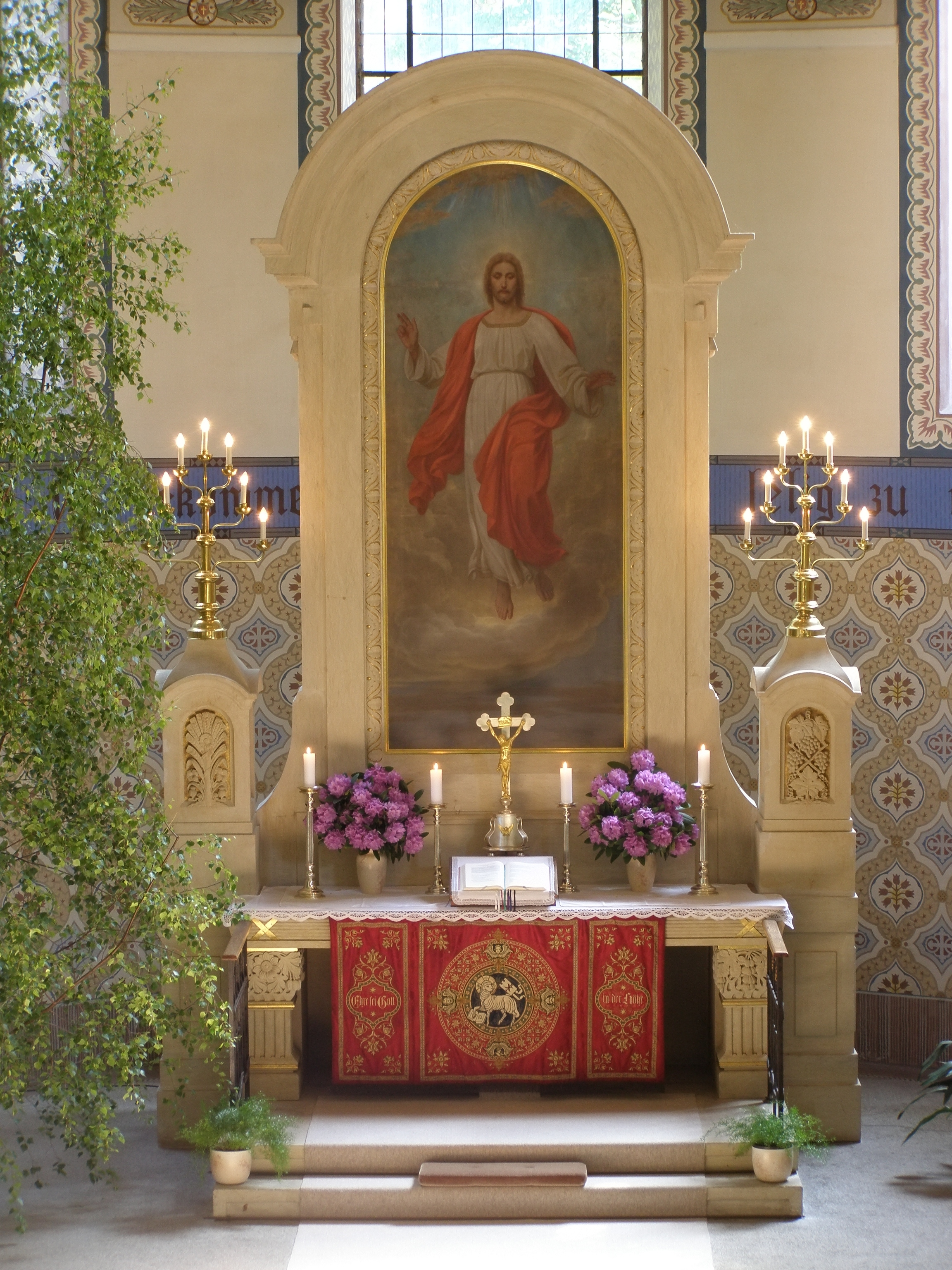
Altaraufsatz aus Magdeborn
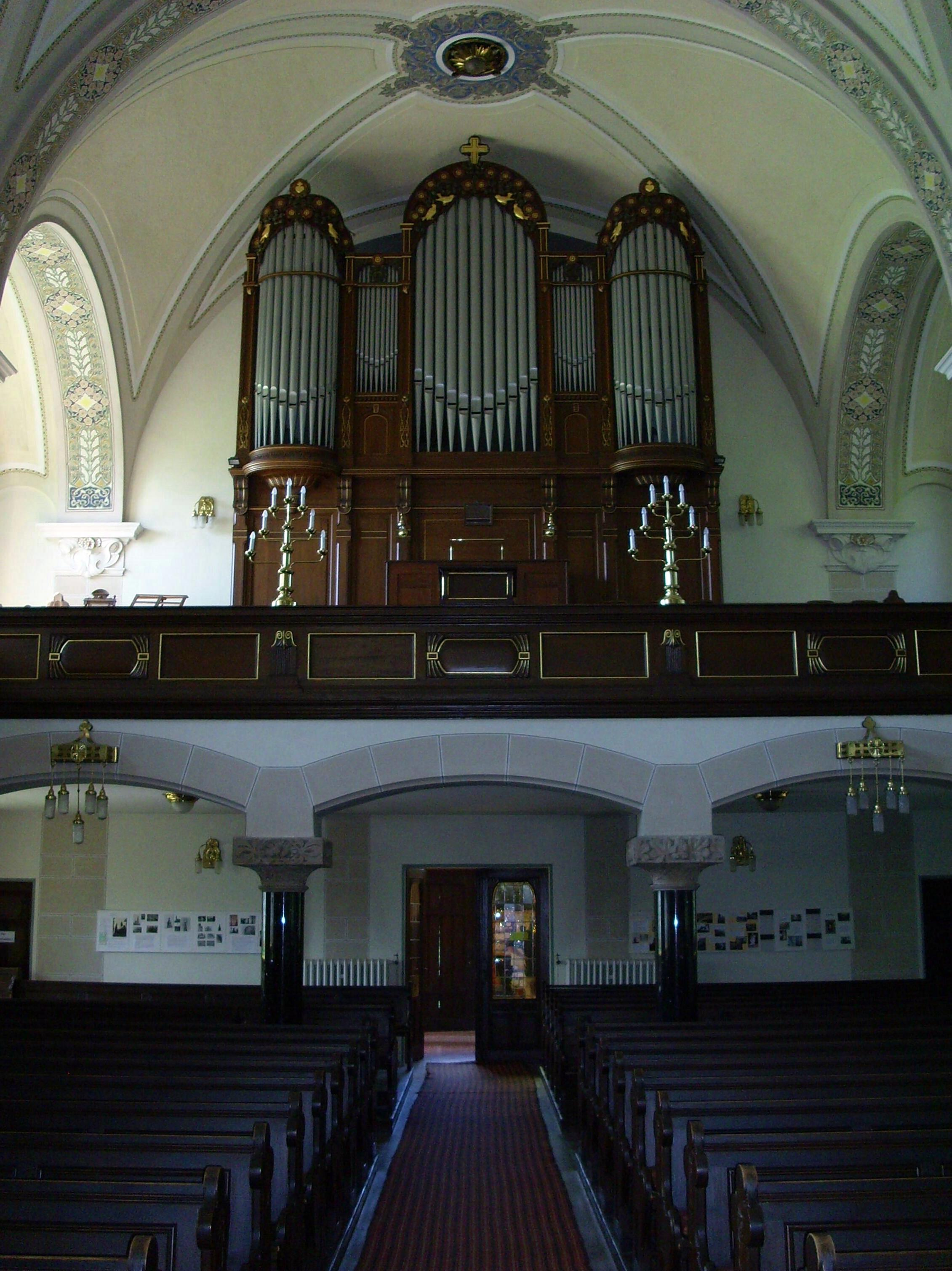
Orgelempore

## Teil der Sachgesamtheit
Die Lutherkirche ist nur ein Teil der denkmalgeschützten Sachgesamtheit, die die umgebende Grünanlage, die historische Friedhofsanlage des Bergfriedhofs mit seiner Kapelle, das Eingangsportal und drei Grabmale umfasst. 
Einzeldenkmale der Sachgesamtheit „Lutherkirche Chemnitz-Harthau mit Bergfriedhof“:
- Lutherkirche mit Lutherdenkmal im Turm
- Grünanlage um die Kirche herum
- Friedhofskapelle in reduzierten Jugendstilformen
- drei Grabmale
- Portal des Bergfriedhofes
- Bergfriedhof mit rechteckigem Wegesystem und mit altem Hecken- und Baumbestand.

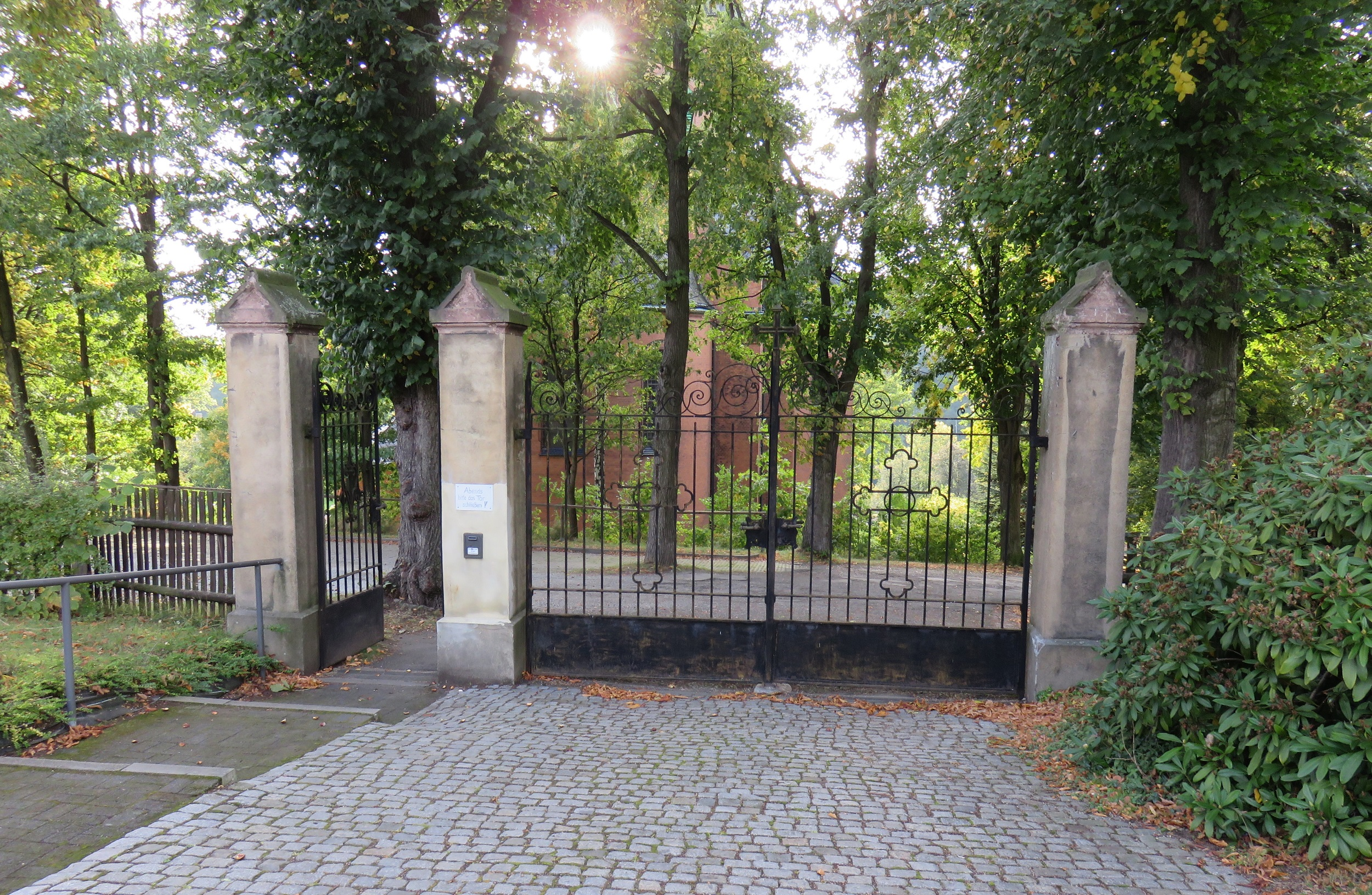
Eingang zum Bergfriedhof
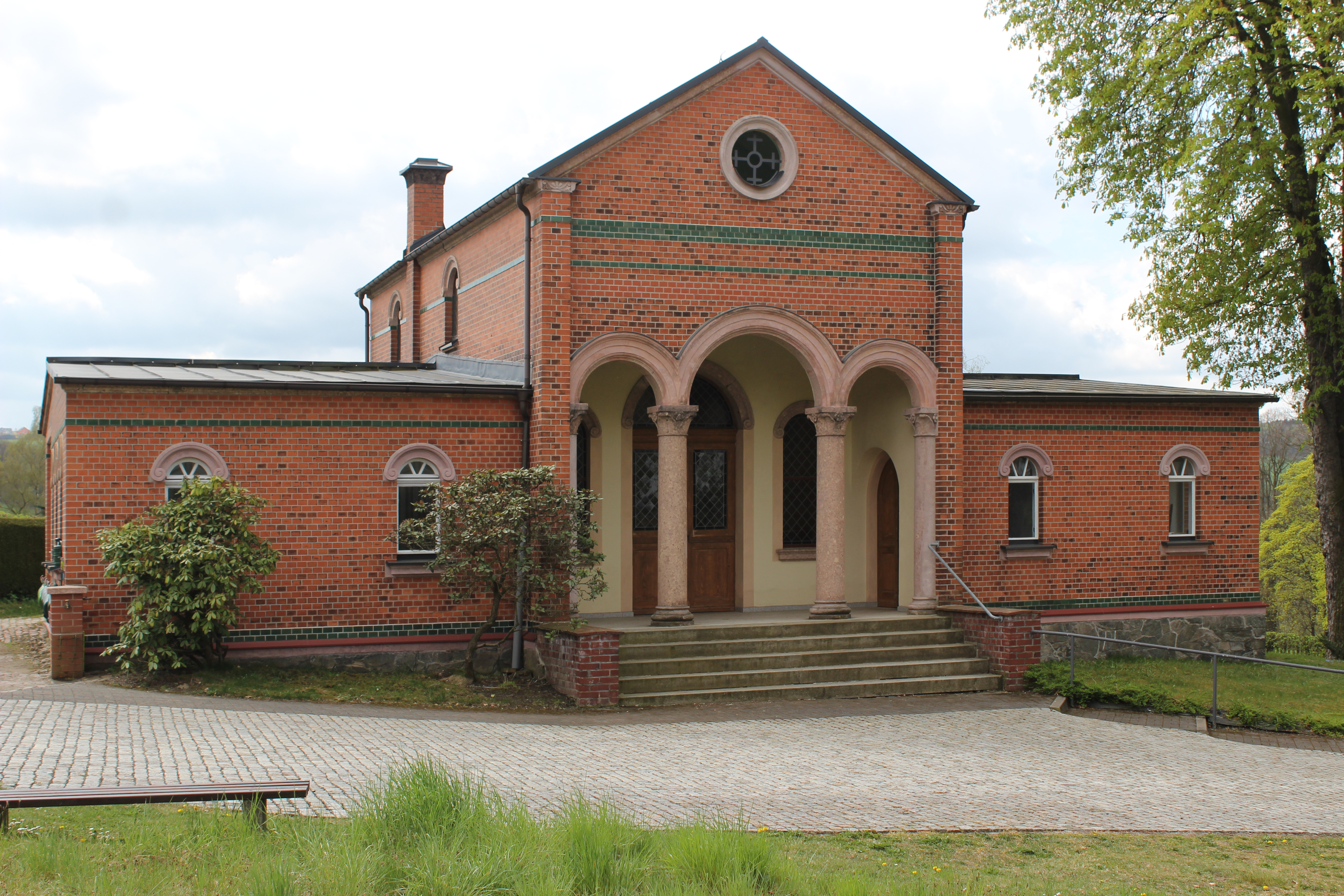
Friedhofskapelle
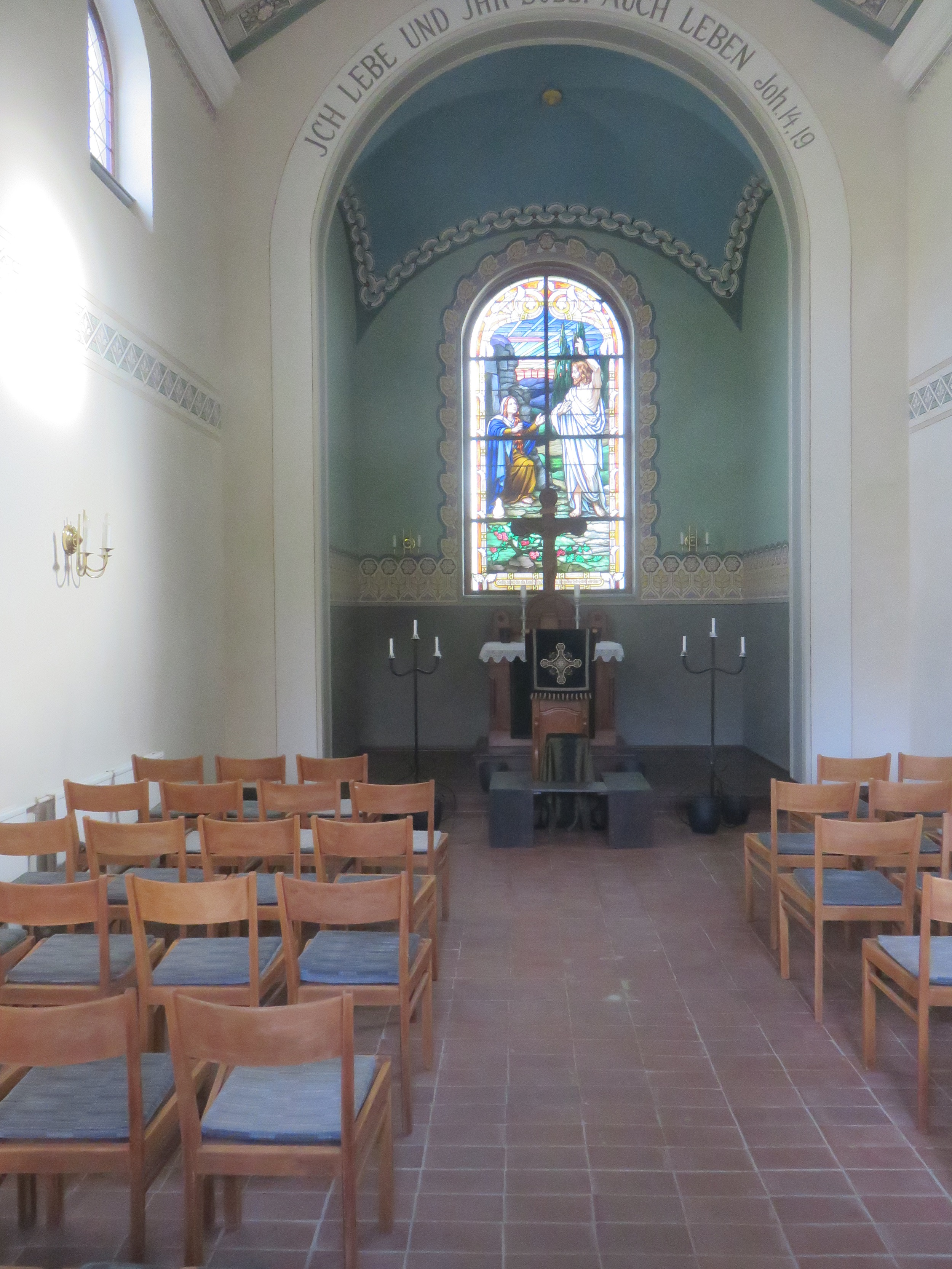
Inneres der Kapelle
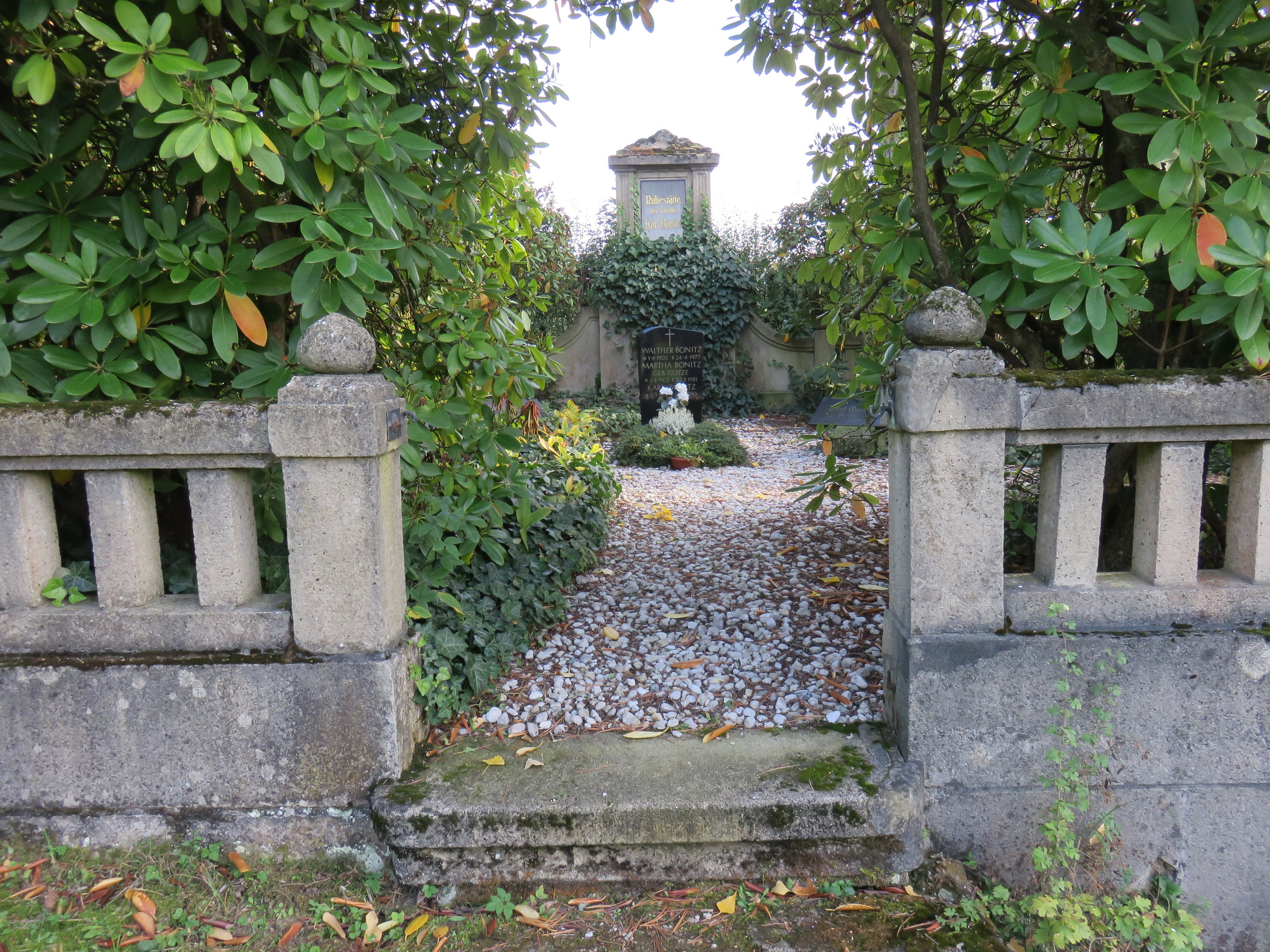
Grabmal
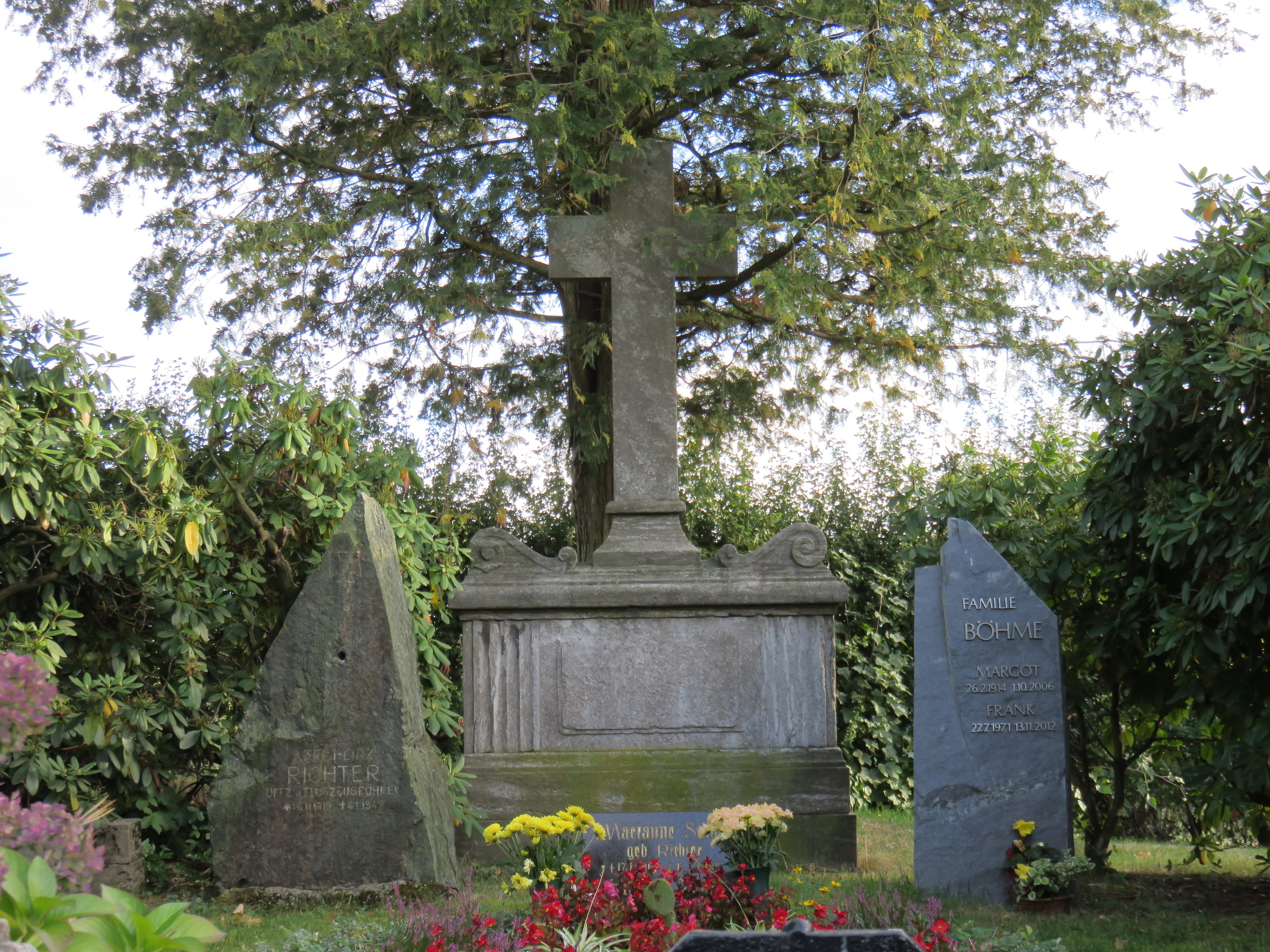
Grabmal
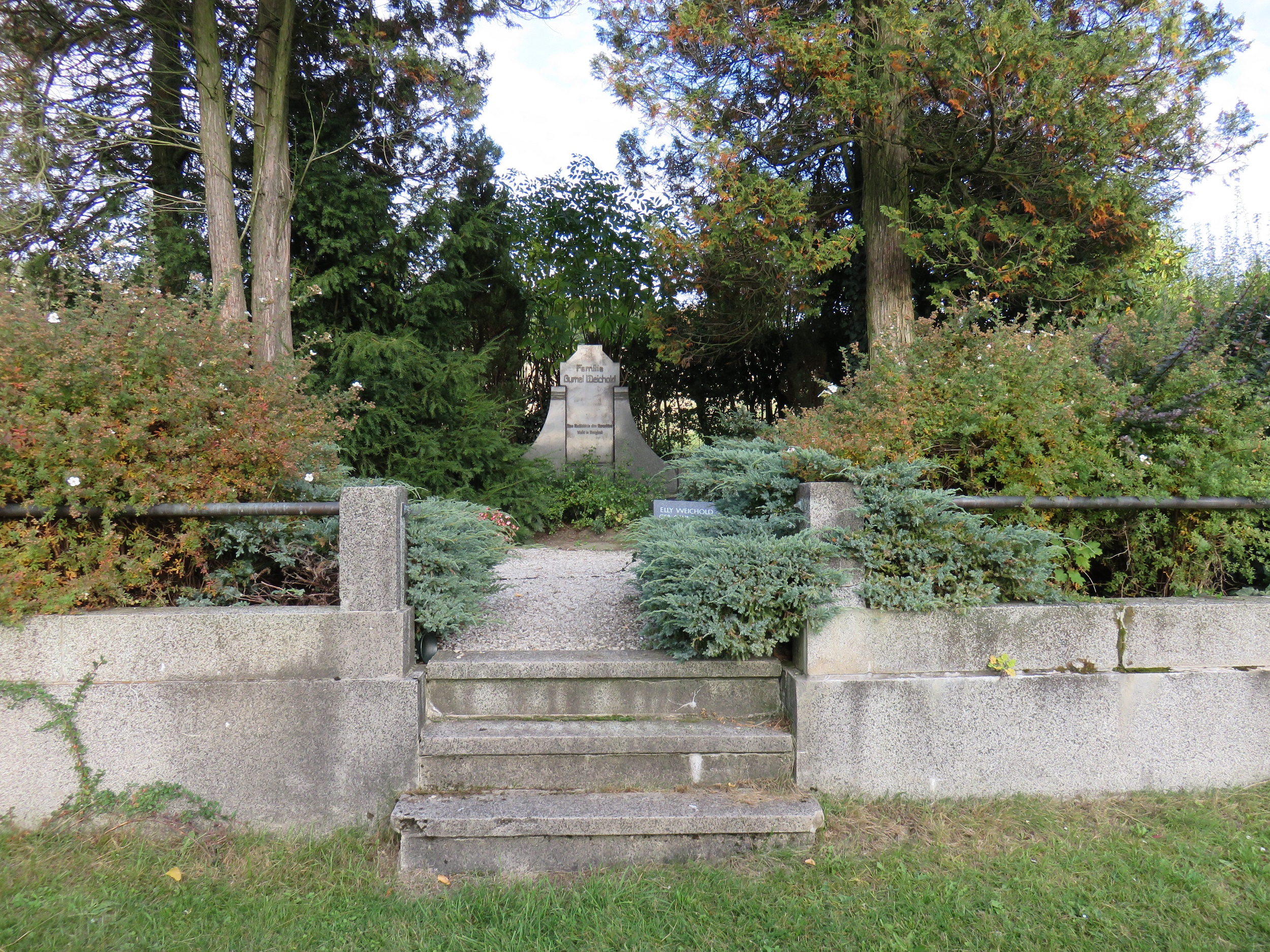
Grabmal
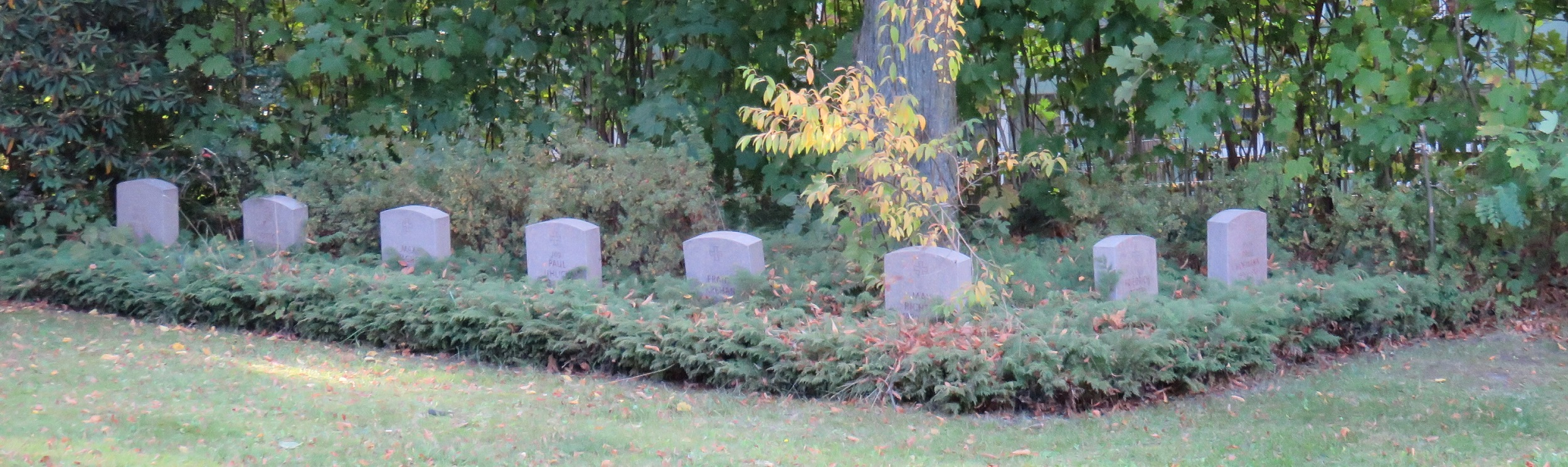
Soldatengräber
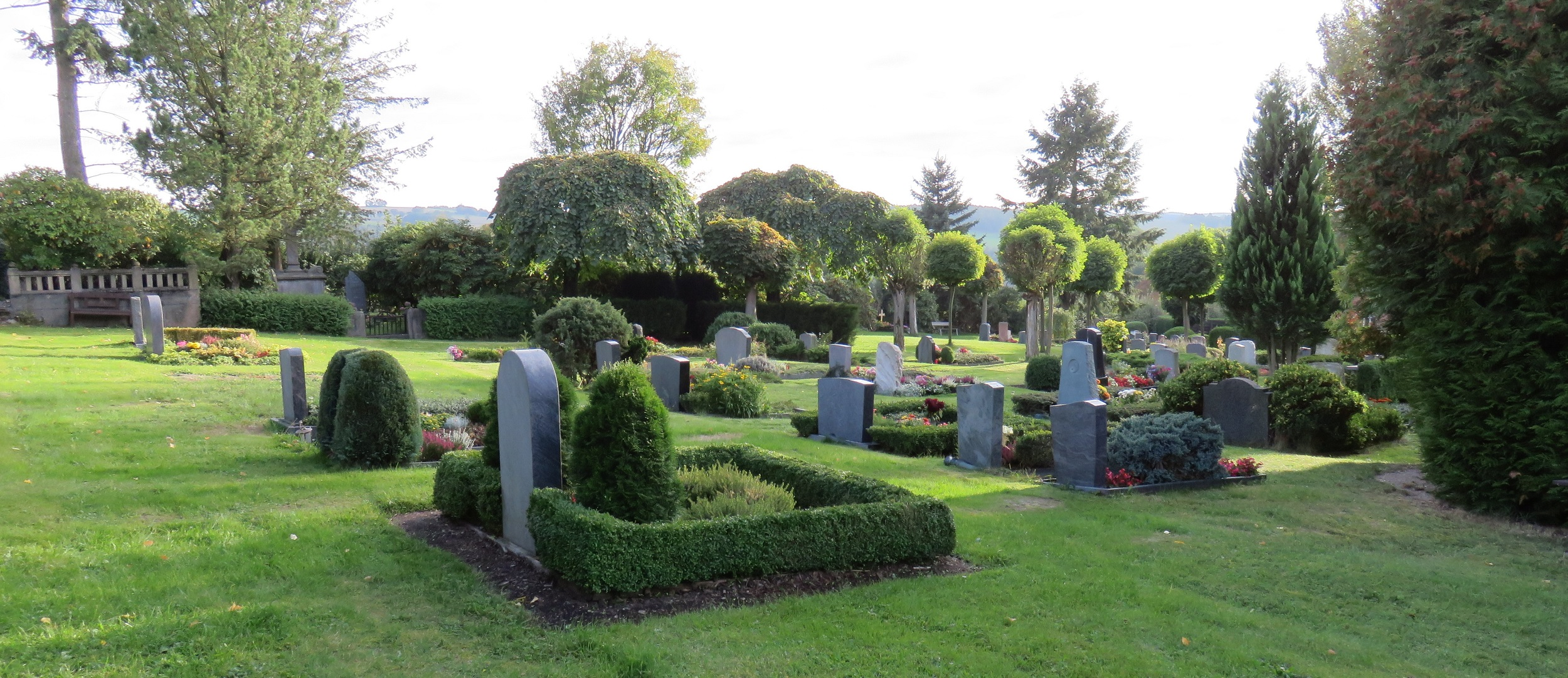
Blick über die Gräber